# Matias Vidal de Negreiros
Matias Vidal de Negreiros foi um sargento-mor brasileiro. Viveu entre os séculos   XVII
e XVIII
Filho bastardo de André Vidal de Negreiros,  não foi reconhecido pelo pai. Mas, à revelia do testamento de André Negreiros, o rei o legitimou como filho do fidalgo, tornando-o herdeiro e nobre. Em 1701 foi-lhe outorgada uma sesmaria na Paraíba, em terras do município de Santa Luzia - lugar ainda devoluto, onde habitavam índios arredios e selvagens.